# Anna Kareïeva
Anna Vassilievna Kareïeva (en russe : Анна Васильевна Кареева), née le 10 mai 1977 à Maïkop, est une handballeuse russe, évoluant au poste d’arrière gauche.
Elle est notamment triple Championne du monde avec la Russie.

## Palmarès

### Club
compétitions internationales
- Vainqueur de la Ligue des champions (C1) (1) : 2008
- Vainqueur de la Coupe des vainqueurs de coupe (C2) (1) : 2002
- Vainqueur de la Coupe de l'EHF (C3) (1) : 2007
- Finaliste de la Supercoupe d'Europe en 2007

compétitions nationales
- Vainqueur du Championnat de Russie (4) : 2002, 2003 et 2004 (avec HC Lada Togliatti), 2007 (avec Zvezda Zvenigorod),
- Deuxième du Championnat du Danemark en 2006
- Vainqueur de la Coupe du Danemark  (1) : 2005

### Sélection nationale
Jeux olympiques
- Médaille d'argent aux Jeux olympiques de 2008 à Pékin,  Chine

Championnats du monde
- Médaille d'or au Championnat du monde 2001, en  Italie
- 7e place au Championnat du monde 2003, en  Croatie
- Médaille d'or au Championnat du monde 2005, en  Russie
- Médaille d'or au Championnat du monde 2007, en  France

Championnats d'Europe
- Médaille de bronze du Championnat d'Europe 2000,  Roumanie
- Médaille d'argent du Championnat d'Europe 2006,  Suède